# Kreusa av Aten
Kreusa (klassisk grekiska Κρέουσα, Kreousa "prinsessa") var inom grekisk mytologi en atensk prinsessa.

## Familj
Kreusa var fjärde och yngsta dotter till Erechtheus, kung av Aten och hans hustru, Praxithea. Hon var syster till Protogeneia, Pandora, Prokris, Oreithyia och Chthonia. Apollodorus nämner Kreusa som moder till Achaios och Ion med sin make Xuthos; Hon är förmodligen också moder till Xuthos dotter Diomede.
Men enligt Euripides drama Ion, där hon är en framstående karaktär, var Kreusa moder till Ion med Apollon, medan Xuthos var infertil och därför accepterade Ion som sin egen son. Kreusa omnämns också som moder till Ion med Apollon av Stephanus från Byzantium . Hyginus kallar Kreusa moder till Cephalus med Hermes.

## Mytologi
Kreusa skonades ifrån sina systrars öde eftersom hon var spädbarn vid tidpunkten de hade svurit att begå självmord ifall en av dem dog. Enligt den allmänna traditionen hade Kreusa barnen Ion, Achaios och Doros med Xuthos.
I Euripides Ion däremot, blev Kreusa våldtagen av Apollon långt innan hennes äktenskap med Xuthos. För att skydda henne från sin faders ilska använde Apollon sina krafter för att hålla hennes graviditet dold. Kreusa födde barnet utan smärta tack vare Apollons ingripande, men hon lämnade barnet i en grotta eftersom hon var rädd för sin faders förebråelser. Apollon fick emellertid Hermes att föra sonen till sitt tempel och gjorde arrangemang för att han skulle upptas där. Omedveten om detta återkom Kreusa för att hämta sonen efter att ha känt sig skyldig. När hon inte kunde hitta pojken antog hon att vilda djur ätit upp barnet och återvände sörjande hem.
Många år senare for Xuthos för att konsultera oraklet i Delfi om att hans äktenskap med Kreusa var barnlöst och mötte där Ion, som växt  upp i Apollons tempel. I sin profetia tycktes Apollon indikera Ion som sin son, så Xuthos beslutade att adoptera ynglingen. Kreusa, medveten om sin makes infertilitet, menade att Ions födelse måste varit resultatet av Xuthos tidigare äktenskapsbrott och försökte förgifta ynglingen. Men Ion upptäckte hennes konspiration i tid och började jaga Kreusa för att döda henne. Hon sökte skydd vid Apollons altare och krävde att inte bli dödad. Så småningom, tack vare oraklets ingripande som berättade för Ion att han hittats övergiven och att ha gett honom korgen i vilken hon funnit honom. Efter att Ion beskrivit innehållet i korgen han hade hittats i som barn, insåg Kreusa att han var den son med Apollon som hon övergivit. I slutet av pjäsen lovade Athena att Kreusa och Xuthos skulle få två söner tillsammans, Achaios och Doros. Athena sa sedan åt dem att hemlighålla allt detta för Xuthos.